# Tell Beydar
Tell Beydar is een archeologische vindplaats in Syrië. De plaats ligt 35 km noordnoordwest van Al-Hasakah op het kruispunt van een weg oost-west van de Tigris naar de Eufraat en noord-zuid van de vlakte van Diyarbekir, via Ad-Darbasiyah, naar het gebied van Altinova.

## Opgravingen
Er waren in de 19de eeuw al enkele opgravingen geweest maar pas in de 20ste eeuw werd er systematisch gewerkt. De opgravingen startten in 1992.  De opgravingen gebeuren door een gemengd Europese en Syrische team onder leiding van Marc Lebeau en Antoine Suleiman.
De eigenlijke tell is cirkelvormig met de resten van een muur eromheen die zeven poorten had. De ruïneheuvel dateert van het 3e millennium v.Chr. De epigraaf Walther Sallaberger identificeerde van opschriften daar gevonden dat de stad in de oudheid  Nabada heette.

## Geschiedenis
Nabada was een kleine nederzetting rond 2600 v.Chr. die zich honderd jaar later had ontwikkeld tot een onafhankelijke stadstaat. Nadien wisselden periodes van bewoning en ontvolking elkaar af.  Rond 1400 v.C. betrokken de Hurrieten de benedenstad en deze werd later ook nog bevolkt in de Assyrische tijd. De bovenstad werd opnieuw bewoond in de hellenistische periode.

### Pre-Akkadische tijd
Er werden al snel werden stadswallen, een koninklijke graanschuur en een paleis uit het 3de millennium voor christus blootgelegd in het centrum van de hedendaagse stad. In een archief werden tevens 168 spijkerschrifttabletten uit 2400 v.C. gevonden. Deze tabletten waren geschreven in de oudste Semitische taal. De spijkerschrifttabletten vertegenwoordigen een zeer vroeg stadium van het spijkerschrift. Zij stammen van ong. de 24e eeuw v.Chr. de tijd vóór Sargon van Akkad. De inhoud van de teksten is heel bescheiden en administratief van aard. Het gaat bijvoorbeeld over hoeveel ooien of rammen ene Lushalim moet plukken, maar toch leverden zij interessante informatie op. In deze streek die vrij ver weg ligt van Sumer waar het schrift vandaan kwam was blijkbaar al vroeg het schrijven doorgedrongen. De gebruikte tekens zijn nog vrij ingewikkeld met dikkere en dunnere lijnen en ronde impressies voor getallen. Later werd het schrift nog verder gestileerd om het makkelijker te kunnen schrijven. Verder is de taal interessant: het is een dialect van Akkadisch, hoewel er zelfs wat Sumerisch gevonden is. De tabletten laten ook zien dat Nabada vanuit Tell Brak bestuurd werd. Het was dus een vrij bescheiden provinciestad. Naast tabletten is er in Nabada een rijkdom aan rolzegelafdrukken gevonden, veel daarvan in de Brak-stijl, zo genoemd naar Tell Brak.
Na 2400 v.Chr. raakte Nabada om onduidelijke redenen ontvolkt.

### Akkadische tijd
Rond 2350 v.Chr. werd de plaats opnieuw bevolkt, maar ditmaal met een andere bevolking. De materiële cultuur lijkt veel meer op die van Akkad. Ook na deze periode volgde een tijd van ontvolking.

### Hurrieten en Assyriërs
Aan de voet van de heuvel zijn bij opgravingen vondsten gedaan uit de Hurritische periode. Ook die nederzetting werd verlaten, maar later weer herbouwd in de neo-Assyrische tijd.

### Hellenistische tijd
De top van de heuvel werd pas weer bewoond in de eerste helft van de hellenistische periode tot ongeveer de eerste helft van de 1e eeuw v.Chr., een tijd waarin het Parthische rijk een lange reeks burgeroorlogen onderging en Tigranes van Armenië daarvan gebruik maakte door het gebied binnen te vallen.